# Banco de España (metropolitana di Madrid)
Banco de España è una stazione della linea 2 della metropolitana di Madrid.
Si trova sotto alla Plaza de Cibeles, nel distretto Centro.
Nei dintorni si trovano il Banco de España, la Fontana di Cibele, la Casa de América (Palacio de Linares), il Palazzo di Cibele, il Circolo di Belle Arti, il Palazzo di Buenavista, il museo Thyssen-Bornemisza e tanti altri monumenti della città di Madrid.

## Storia
La stazione fu aperta al pubblico il 14 giugno 1924 in corrispondenza dell'inaugurazione della linea 2 tra Sol e Ventas. I binari si trovano sotto alla Calle de Alcalá, perpendicolarmente al Paseo del Prado.

## Accessi
Ingresso Cibeles
- Palacio de Buenavista: Calle de Alcalá 51 (angolo con Paseo de Recoletos)
- Banco de España: Calle de Alcalá 48 (angolo con Paseo del Prado)

Ingresso Barquillo aperto dalle 6:00 alle 21:40
- Marqués de Cubas: Calle de Alcalá 46 (angolo Calle del Marqués de Cubas)
- Barquillo: Calle de Alcalá 47 (angolo con Calle del Barquillo)